# Fresno del Río
Fresno del Río is een gemeente in de Spaanse provincie Palencia in de regio Castilië en León met een oppervlakte van 44,02 km². Fresno del Río telt 194 inwoners (1 januari 2016).

## Demografische ontwikkeling
Bron: INE, 1857-2011: volkstellingen